# MTV Portugal
A MTV Portugal é um canal de televisão por cabo de entretenimento e música pertencente à Paramount Networks EMEAA, uma subsidiária da Paramount Global. Para além de Portugal, o canal transmite para Angola e Moçambique. O canal começou a ser emitido em julho de 2003, substituindo a MTV Europe no território português, e a sua grelha de programação regular teve início no seguinte mês de setembro. Um feed de simulcast em alta definição do canal foi lançado a 17 de junho de 2015.
Tal como muito os outros canais da MTV, a MTV Portugal é referida apenas como "MTV" e o logotipo não tem palavra "Portugal" junto a ele. No início, a emissão do canal contava com uma forte componente musical - principalmente constituída por videoclipes, mas também de atuações ao vivo e programas sobre estrelas do mundo da música -, mas aos poucos foi dando cada vez mais lugar a reality shows e séries produzidas pela MTV dos Estados Unidos. Ainda assim, continua a transmitir telediscos, em programas como MTV Into The Music, MTV Breakfast Club, Wake Up, durante a madrugada, a manhã e o início da tarde. O canal foi lançado em Portugal com o apoio da emissora privada SIC, pois anteriormente tinha um bloco com a marca MTV no início da década de 1990. O canal está sediado na MTV Networks Europe em Madrid e apoiado por um escritório local em Lisboa.
A MTV Portugal, além de transmitir conteúdo da MTV dos Estados Unidos, também chegou a produzir conteúdo exclusivo para Portugal, como o MTV Amplifica e MTV Linked, nomeadamente durante as décadas de 2000 e 2010. 
À data do fim da da década de 2010, os apresentadores da MTV Portugal eram Diogo Dias - que dava a cara pela MTV Portugal desde 2004 -, Luís Marvão e Patrícia Vieira. Na segunda metade da década de 2000, Filomena Cautela (que atua na apresentadora da RTP) e Luísa Barbosa também deram a cara pelo canal. Já na primeira metade da década de 2010, seria a vez de Ana Sofia Martins de dividir a apresentação do canal com Diogo Dias. No início da década de 2020, a MTV Portugal deixou de ter apresentadores. No início desta década, o seu site, tal como outras versões localizadas da MTV, foi reduzido ao mínimo conteúdo possível. A partir do dia 13 de setembro de 2021, a MTV Portugal e outros canais MTV do mundo alteraram os seus logótipos.
A partir de 2024, a programação da MTV Portugal foi fundida com a da MTV Global. A marca MTV Portugal ainda existe nas plataformas de redes sociais com conteúdo localizado.

## VJ Casting
A 3 de fevereiro de 2012, a MTV Portugal produziu o programa MTV VJ Casting, que tinha como objetivo, procurar novos VJs para a emissora. O programa circulou por dez cidades diferentes - Almada, Aveiro, Coimbra, Faro, Funchal, Guimarães, Lisboa, Montijo, Sintra e Viseu. A grande vencedora foi Ana Sofia Martins.